# Shorea slootenii
Shorea slootenii är en tvåhjärtbladig växtart som beskrevs av Peter Shaw Ashton. Shorea slootenii ingår i släktet Shorea och familjen Dipterocarpaceae. Inga underarter finns listade i Catalogue of Life.